# Baranowice (powiat wrocławski)
Baranowice (niem. Baara) – wieś w Polsce położona w województwie dolnośląskim, w powiecie wrocławskim, w gminie Kąty Wrocławskie, 15 km na południowy zachód od Wrocławia i 10 km na wschód od Kątów Wrocławskich.
Do 31 grudnia 2024 integralną część miejscowości stanowił przysiółek Bliż. W latach 1975–1998 miejscowość należała administracyjnie do województwa wrocławskiego. 

## Nazwa
12 lutego 1948 r. ustalono urzędową polską nazwę miejscowości – Baranowice, określając drugi przypadek jako Baranowic, a przymiotnik – baranowicki.

## Historia
Miejscowość wzmiankowana w dokumentach z  1341 jako rycerska posiadłość Baranowicz.  W centrum wsi folwark pałacem z XIX w., z resztkami parku. W 1858 wieś kupił Hermann von Tempsky. Herb rodu umieszczony na elewacji frontowej pałacu na wysokości pierwszego piętra, po lewej stronie. Na elewacji frontowej oficyny mieszkalnej nr 24 z końca XIX w. kartusz z herbem von Baudis.